# 武蔵円明流
武蔵円明流（むさしえんめいりゅう）は、宮本武蔵政名が創流し鳥取藩で伝えられた剣術の流派。神明武蔵政名流とも言う。鳥取藩では武蔵流と呼ばれることが多かった。

## 流派の伝承
以下に武蔵円明流に伝わる流派の歴史を記す。
流祖の宮本武蔵政名（岡本馬之助祐実：改名）は、兄・宮本武蔵義貞（岡本小四郎政名/改名）とともに、宮本武蔵玄信に師事した。
武蔵円明流の伝書には、宮本武蔵玄信が青年時代に当理流（養父・宮本無二之助 円明流から分派）から独立して、二刀兵法の兵道鏡円明流を創流し、その後門弟の宮本武蔵政名へ兵道鏡円明流の極意を伝授したと記載されている。宮本武蔵玄信を祖とする他の流派については二天一流や円明流、二天流を参考。
武蔵円明流と兵道鏡円明流の原祖は、円明流の流祖の俊乗房重源（俗名：紀刑部左衛門尉重定）とされる。源義経は、鞍馬天狗大僧正（一演僧正）を師として、鞍馬流を修業し、鞍馬山に封ずる所の兵書数巻を得、後に義経流を創流した。重源も鞍馬天狗大僧正（一演僧正）の弟子で技芸の達人であつた。
重源は、義経より極意を伝承され円明流を創流したと伝わる。
伝書では俊乗房重源は、後に義経流を陰流に改めたとされる。
当流に伝わる、武蔵円明流剣脈図に愛洲移香斎久忠（愛洲陰流）と元香斎小七朗宗通（猿飛陰流）、上泉伊勢守信綱（新陰流）の名がある。
当流の武蔵円明流口授書に次のように伝わる。
宮本武蔵政名は、父兄(岡本家子孫現存)の流意を相続し則ち武蔵円明流と号す。もっとも岡本家の伝来には新右衞門義次より伝わるところの十手刀術の法則を含み兄・宮本武蔵義貞（岡本小四郎政名：改名）の武蔵流の奥義と岡本流体術のすべての奥義に至るまでの次弟を相伝す。是れを以って父 新右衞門相伝十手の道より、初めて手本無刀の趣意を根元と立て、兄・武蔵義貞より太刀打ちの術にうつされしところの意味審びらかにうつす。是を以って岡本家に於ては、小太刀の術もっとも是を重んず。
宮本武蔵政名、6代孫：岡本堪兵衞正諠（武蔵円明流初世宗家）は、元文・寛保頃鳥取で東軍流師範の井村九朗三郎と試合をして勝った。井村は潔く刀を措いて、今まで行ってきた無礼を詫び直ちに入門した。
この話はまたたくうちに城下に広がり、正諠の武名は大いにあがったので鳥取藩に召し抱えられた。これにより、武蔵円明流が鳥取地方に伝えられた。岡本堪兵衞正諠は、父照方祖伝来の武蔵円明流とともに、父が修めた岡本流体(胎)術、二刀之術、一刀之術、小太刀之術、抜刀・居合之術を合わせて武蔵円明流を大成させた。
巌流の免許を有する小谷成福は、鳥取で岡本堪兵衞正諠と試合をして敗れた。小谷は、岡本堪兵衞正諠の弟子になり、後に「岡本の八士」と呼ばれる8人の高弟の一人となった。岡本堪兵衞正諠の没後、武蔵円明流は、鱸文之丞時敬、松井源太夫満雄、藤田順蔵(一貫流分派)、広沢清蔵、井村九朗三郎、小谷重左衞門成福、寺島金左衞門、井尻武左衞門などの系統で伝えられ鳥取藩で隆盛した。

### 近代の伝承
剣道教士で武蔵円明流第11世宗家師範の鈴木卓郎は鳥取に伝わった新陰疋田流や雖井蛙流等も身に着けていた武道家であった。（財）大日本武徳会主催の武徳祭（昭和15年）に鈴木卓郎、鈴木倫子が出席演武している。
その子息、鈴木正興(12世宗家師範）は円明流・武蔵円明流掛け軸・巻物・伝書等を高砂市宮本武蔵・伊織顕彰会へ寄贈した。
現在は、武蔵円明流第13世宗家師範谷口覓より荒川公延（第15世宗家師範）が鱸文之丞時敬の系統を継承している。
剣術の他には體術と棍術（他流でいう所の棒術）の技法が現在に伝えられている。體術の子細は岡本円明流の「體術口訣書」に、また體術の技は「剣術表之裏術」として一部武蔵円明流に伝承されている。棍術の伝書である棍術口訣書の序文には「剣術より出でたる棒」「戦場の利益に制したるの棍術」「棍術は槍術第一の便利に教傳する処也」などと記述されており、剣術の技法との関連性や槍術への発展性について述べられている。
また、谷口覓から学んだ高橋華王は武蔵円明流判官派第十四代を名乗った。現在その系統では「先代以前の宗家門下生による武蔵円明流（宗家）関連の他団体・流派とは無関係です。」とし、武蔵円明流判官派について商標登録を行っている。
武蔵円明流第15世宗家荒川公延では、武蔵円明流について商標登録を行い、「武蔵直系の弟子は、「武蔵円明流判官派」を名乗っておりません。（武蔵円明流判官派系図は、武蔵円明流の剣脈図の無断記載です）」としている。

## 流派の内容
岡本堪兵衞正諠から伝えられた伝書『武蔵円明流剣脈図』,『武蔵円明流修行目録』,『武蔵円明流口授書』「剣術口訣」「剣術口訣別傳」「剣術試合密傳」「抜刀口訣」などがある。
印可の段階は、表段、中段、定禄之段（九段）、の三段階であった。鈴鹿家文書に多くの伝書類が収録されており、当時の内容や技法を伺うことができる。残っている伝書や形の解説文献から、二天一流や円明流と技法や形がかなり違い、独自の流派であった事がわかっている。